# Eucinostomus dowii
Eucinostomus dowii är en fiskart som först beskrevs av Theodore Gill, 1863.  Eucinostomus dowii ingår i släktet Eucinostomus och familjen Gerreidae. IUCN kategoriserar arten globalt som livskraftig. Inga underarter finns listade i Catalogue of Life.